# Max Kleinbruckner
Max Kleinbruckner (* 18. April 2007) ist ein österreichischer Fußballspieler.

## Karriere

### Verein
Kleinbruckner begann seine Karriere beim TSV Grein. Zur Saison 2019/20 wechselte er zum SV Gaflenz. Zur Saison 2020/21 wechselte er in die AKA St. Pölten, in der er fortan sämtliche Altersstufen durchlief.
Zur Saison 2025/26 schloss er sich Zweitligist SKN St. Pölten an. Sein Debüt in der 2. Liga gab er im August 2025, als er am zweiten Spieltag jener Saison gegen Schwarz-Weiß Bregenz in der 81. Minute für Leomend Krasniqi eingewechselt wurde.

### Nationalmannschaft
Kleinbruckner spielte im November 2021 zweimal im österreichischen U-15-Team.